# Ray Lewis
Pour les articles homonymes, voir Ray Lewis (athlétisme) et Lewis.
Pro Football Hall of Fame 2018
(en) Statistiques sur pro-football-reference
Ray Anthony Lewis, né le 15 mai 1975, est un joueur américain de football américain qui a évolué au poste de linebacker chez les Ravens de Baltimore entre 1996 et 2012. Il est souvent considéré comme l'un des meilleurs de sa génération à son poste et comme l'un des défenseurs les plus dominants de ces dernières années.
Il a remporté deux Super Bowls (XXXV, XLVII), a été élu MVP du Super Bowl XXXV, deux fois meilleur défenseur de la NFL (2000, 2003), sept fois dans l'équipe All Pro et a participé à treize Pro Bowls, un record pour son poste.

## Carrière universitaire
Lewis a joué pour les Miami Hurricanes à l'Université de Miami. Il s'est rapidement imposé comme l'un meilleurs joueurs à son poste, étant nommé deux fois dans l'équipe All American et All Big East Conference.

## Carrière professionnelle
Lewis a été drafté en 1996 en 26e position (premier tour) par les Ravens de Baltimore, et est le cinquième linebacker recruté lors de cette draft. Son impact est immédiat et dès la saison 1997, il totalise 184 tackles lors de la saison (meneur de la NFL), ce qui lui vaut d'être convié à son premier Pro Bowl. En 1999, il mène encore la NFL au total de tackles (168), et est nommé dans l'équipe All Pro pour la première fois.
Lors de la saison 2000, il fait partie de la terrible défense des Ravens qui bat le record du plus petit nombre de points concédés (165) et de yards concédés à la course (970) sur une saison de 16 matchs. La défense a par ailleurs terminé en tête de six catégories statistiques différentes. Ray Lewis est nommé Défenseur de l'année de la NFL pour la première fois. Lors des play-offs, les Ravens ne concèdent que 22 points (3 aux Broncos, 10 aux Titans et 3 aux Raiders) jusqu'au Super Bowl, ce qui constitue un record.
Lors du Super Bowl XXXV face aux Giants, la défense des Ravens fait encore parler d'elle, interceptant à quatre reprises Kerry Collins, le quarterback des Giants. Ray Lewis est nommé MVP du Super Bowl.
En 2002, il ne joue que 5 matchs à cause d'une blessure à une épaule. En 2003, il est à nouveau élu Défenseur de l'année de la NFL. Lors de la saison 2008, il mène les Ravens jusqu'à la finale de Conférence AFC, perdue face aux futurs champions, les Steelers de Pittsburgh.
Lors de la saison 2012, il se blesse et rate une grande partie de la saison. Il revient pour les play-offs, où il permet à son équipe d'aller au Super Bowl, après une victoire 28-13 face au Patriots de la Nouvelle-Angleterre. Il gagne le Super Bowl XLVII avec les Ravens contre les 49ers de San Francisco le 3 février 2013 au Mercedes-Benz Superdome en Nouvelle-Orléans (Louisiane), pour son dernier match avant son départ à la retraite.
En 2019 il participe à la 28e saison de Dancing with the Stars .

## Palmarès et records
- Vainqueur du Super Bowl XXXV ; Vainqueur du Super Bowl XLVII
- MVP du Super Bowl XXXV
- Défenseur de l'année en NFL : 2000, 2003
- Pro Bowl : 1997, 1998, 1999, 2000, 2001, 2003, 2004, 2006, 2007, 2009, 2010, 2011
- Sélection All Pro : 1999, 2000, 2001, 2003, 2004, 2008, 2009
- Leader de la NFL au total de tackles : 1997, 1999, 2001, 2003, 2007

## Filmographie
- 2014 : Le Pari (Draft Day) d'Ivan Reitman : lui-même